# باشگاه فوتبال پترولول پلویشت
باشگاه فوتبال پترولول پلویشت (رومانیایی: FC Petrolul Ploiești)، یک باشگاه فوتبال در رومانی است که در پلویشت بنیان‌گذاری شده و در لیگ دسته اول فوتبال رومانی به رقابت می‌پردازد.